# NBA-Draft 1992
Der NBA-Draft 1992 fand am 24. Juni 1992 in Portland, Oregon statt.

## Runde 1
| Pick | Spieler (Position)         | Nationalität       | NBA Team                                                     | vorheriges Team/College |
| ---- | -------------------------- | ------------------ | ------------------------------------------------------------ | ----------------------- |
| 1    | Shaquille O’Neal (C)       | Vereinigte Staaten | Orlando Magic                                                | LSU                     |
| 2    | Alonzo Mourning (C)        | Vereinigte Staaten | Charlotte Hornets                                            | Georgetown              |
| 3    | Christian Laettner (PF)    | Vereinigte Staaten | Minnesota Timberwolves                                       | Duke                    |
| 4    | Jimmy Jackson (SG)         | Vereinigte Staaten | Dallas Mavericks                                             | Ohio State              |
| 5    | LaPhonso Ellis (PF)        | Vereinigte Staaten | Denver Nuggets                                               | Notre Dame              |
| 6    | Tom Gugliotta (PF)         | Vereinigte Staaten | Washington Bullets                                           | NC State                |
| 7    | Walt Williams (SF)         | Vereinigte Staaten | Sacramento Kings                                             | Maryland                |
| 8    | Todd Day (SG)              | Vereinigte Staaten | Milwaukee Bucks                                              | Arkansas                |
| 9    | Clarence Weatherspoon (PF) | Vereinigte Staaten | Philadelphia 76ers                                           | Southern Miss           |
| 10   | Adam Keefe (PF)            | Vereinigte Staaten | Atlanta Hawks                                                | Stanford                |
| 11   | Robert Horry (SF)          | Vereinigte Staaten | Houston Rockets                                              | Alabama                 |
| 12   | Harold Miner (SG)          | Vereinigte Staaten | Miami Heat                                                   | USC                     |
| 13   | Bryant Stith (SG)          | Vereinigte Staaten | Denver Nuggets (von New Jersey)                              | Virginia                |
| 14   | Malik Sealy (SF)           | Vereinigte Staaten | Indiana Pacers                                               | St. John’s              |
| 15   | Anthony Peeler (SG)        | Vereinigte Staaten | Los Angeles Lakers                                           | Missouri                |
| 16   | Randy Woods (PG)           | Vereinigte Staaten | Los Angeles Clippers                                         | La Salle                |
| 17   | Doug Christie (SG)         | Vereinigte Staaten | Seattle SuperSonics                                          | Pepperdine              |
| 18   | Tracy Murray (SF)          | Vereinigte Staaten | Milwaukee Bucks                                              | UCLA                    |
| 19   | Don MacLean (PF)           | Vereinigte Staaten | Detroit Pistons (getradet zu Washington durch L.A. Clippers) | UCLA                    |
| 20   | Hubert Davis (SG)          | Vereinigte Staaten | New York Knicks                                              | North Carolina          |
| 21   | Jon Barry (SG)             | Vereinigte Staaten | Boston Celtics                                               | Georgia Tech            |
| 22   | Oliver Miller (C)          | Vereinigte Staaten | Phoenix Suns                                                 | Arkansas                |
| 23   | Lee Mayberry (PG)          | Vereinigte Staaten | Milwaukee Bucks (von Utah)                                   | Arkansas                |
| 24   | Latrell Sprewell (SG)      | Vereinigte Staaten | Golden State Warriors                                        | Alabama                 |
| 25   | Elmore Spencer (C)         | Vereinigte Staaten | Los Angeles Clippers (von Cleveland)                         | UNLV                    |
| 26   | Dave Johnson (SF)          | Vereinigte Staaten | Portland Trail Blazers                                       | Syracuse                |
| 27   | Byron Houston (PF)         | Vereinigte Staaten | Chicago Bulls                                                | Oklahoma State          |

## Runde 2
| Pick | Spieler (Position)     | Nationalität       | NBA Team               | vorheriges Team/College   |
| ---- | ---------------------- | ------------------ | ---------------------- | ------------------------- |
| 28   | Marlon Maxey (PF)      | Vereinigte Staaten | Minnesota Timberwolves | UTEP                      |
| 29   | P. J. Brown (PF)       | Vereinigte Staaten | New Jersey Nets        | Louisiana Tech            |
| 30   | Sean Rooks (PF/C)      | Vereinigte Staaten | Dallas Mavericks       | Arizona                   |
| 31   | Reggie Smith (C)       | Vereinigte Staaten | Portland Trail Blazers | TCU                       |
| 32   | Brent Price (G)        | Vereinigte Staaten | Washington Bullets     | Oklahoma                  |
| 33   | Corey Williams (G)     | Vereinigte Staaten | Chicago Bulls          | Oklahoma State            |
| 34   | Chris Smith (G)        | Vereinigte Staaten | Minnesota Timberwolves | Connecticut               |
| 35   | Tony Bennett (G)       | Vereinigte Staaten | Charlotte Hornets      | Wisconsin-Green Bay       |
| 36   | Duane Cooper (G)       | Vereinigte Staaten | Los Angeles Lakers     | Southern California       |
| 37   | Isaiah Morris (F)      | Vereinigte Staaten | Miami Heat             | Arkansas                  |
| 38   | Elmer Bennett (G)      | Vereinigte Staaten | Atlanta Hawks          | Notre Dame                |
| 39   | Litterial Green (G)    | Vereinigte Staaten | Chicago Bulls          | Georgia                   |
| 40   | Steve Rogers (SG/SF)   | Vereinigte Staaten | New Jersey Nets        | Alabama State             |
| 41   | Popeye Jones (F)       | Vereinigte Staaten | Houston Rockets        | Murray State              |
| 42   | Matt Geiger (C)        | Vereinigte Staaten | Miami Heat             | Georgia Tech              |
| 43   | Predrag Danilović (SG) | Jugoslawien        | Golden State Warriors  | KK Partizan (Jugoslawien) |
| 44   | Henry Williams (G)     | Vereinigte Staaten | San Antonio Spurs      | UNC-Charlotte             |
| 45   | Chris King (F)         | Vereinigte Staaten | Seattle SuperSonics    | Wake Forest               |
| 46   | Robert Werdann (C)     | Vereinigte Staaten | Denver Nuggets         | St. John’s                |
| 47   | Darren Morningstar (C) | Vereinigte Staaten | Boston Celtics         | Pittsburgh                |
| 48   | Brian Davis (F/G)      | Vereinigte Staaten | Phoenix Suns           | Duke                      |
| 49   | Ron Ellis (PF)         | Vereinigte Staaten | Phoenix Suns           | Louisiana Tech            |
| 50   | Matt Fish (F)          | Vereinigte Staaten | Golden State Warriors  | UNC Wilmington            |
| 51   | Tim Burroughs (PF)     | Vereinigte Staaten | Minnesota Timberwolves | Jacksonville              |
| 52   | Matt Steigenga (F)     | Vereinigte Staaten | Chicago Bulls          | Michigan State            |
| 53   | Curtis Blair (PG)      | Vereinigte Staaten | Houston Rockets        | Richmond                  |
| 54   | Brett Roberts (SF)     | Vereinigte Staaten | Sacramento Kings       | Morehead State            |

## Ungedraftete Spieler
- David Wesley ( Vereinigte Staaten), Baylor University